# 점프 (공연)
점프(영어: Jump)는 대한민국의 공연이다. 2003년 초연되었다. 2007년에 대한민국 공연 중 처음으로 누적 100만 달러의 흥행을 냈다.
대한민국 대표 문화 브랜드 <점프>는 태권도와 태껸을 중심으로 한 동양무술에 신체의 아름다움을 극대화한 고난이도 아크로바틱과 유쾌한 코미디를 혼합한, 화려하고 짜릿한‘넌버벌 코믹 마셜아츠 퍼포먼스’라는 새로운 장르를 제시했다. 전세계 누구나 즐길 수 있는 대한민국 대표 문화상품으로서 점프는 요절복통 코미디 속에서 기존의 공연에서는 볼 수 없는 박진감과 활력이 넘치는 생생한 무대로 관객을 사로잡는다.

## 스토리
별난가족의별난이야기를만나다!!
전형적인 한국 가정을 배경으로 하는 점프는 전통적인 가부장적 가정에서 벌어지는 아주 유쾌한 가족의 이야기다. 가부장적인 할아버지, 애주가 삼촌, 태권도 달인인 엄마에서 안경의 비밀을 가지고 있는 딸의 구혼자까지… 
이 가족의 구성원들은 모두 수준급의 태권도, 태껸, 체조기술을 가진 무술의 달인들이다. 서로 무술 실력을 겨루면서 자신들의 전문적 무술 기술을 맘껏 뽐내길 즐기는 가족들…
이야기는 한밤에 침입한 어설픈 두명의 도둑들의 등장으로 공연의 재미를 더 해간다. 한밤중에 벌어지는 무술 고수 가족과 불쌍한 도둑들이 벌이는 코믹 전투(?)는 현란한 무술 기술과 볼거리 넘치는 아크로바틱의 절묘한 조화와 슬랩스틱 코미디의 진수를 보여준다.

### Episode 1 “Visitor is coming” 오늘의 특별한 손님은?
오늘은 바로 무술 고수 가족에게 특별한 손님이 오는 날이다.
가족들은 이른 아침부터 할아버지 성화에 집안 대청소로 분주하기만 하다. 하지만 매일 술에 취해 지내는 삼촌 때문에 애써 청소한 것이 모두 엉망이 되어 버리는데..
하필 그때! 할아버지가 손님을 모시고 온다.
딸에게 첫눈에 반한 그 샌님이 손님?
과연 그 청년이 이 별난 가족의 성에 찰 수 있을지?하지만 순하디 순해 보이는 이 청년에겐 특별한 무언가가 있는 것 같은데..
과연 이 사람의 정체는?

### Episode 2 빠질 수 없는 수련시간. 오늘의 고수는 누구인지?
손님이 오셨다고 무술 가족의 수련시간을 넘어갈 수는 없는 법!
모두 각자의 빼어난 무술 실력을 한껏 뽐내는데..
한편, 짓궂은 가족들은 사위가 되겠다고 찾아온 이 손님을 그냥 둘 리가 만무하다. 잔뜩 겁먹은 이 순진한 청년..
어라? 그런데 우연일까? 이 손님에게 무언가 특별한 게 보인다.
그러나 할아버지는 이에 만족하지 않고 이 가족을 한방에 날릴 수 있는 새로운 고수를 찾아 나서는데.. 앗 혹시 그 고수가?

### Episode 3 사랑과 부부 사이. 우리 사랑하게 해주세요~
드디어 딸의 마음이 움직이게 되는 걸까?
이 순진한 사내에게 조금씩 끌리는 딸의 미묘한 감정. 그러나 갈 길이 멀고도 험하도다. 과연 이들의 사랑은 이루어질 수 있을까?
한편, 엄마는 남편을 향해 섹시하고 과감한 시도를 하며 다가간다.어째 남편이 영 받아줄 기세를 보이지 않자 이에 화가 난 엄마와 끝까지 거부하려는 남편은 쫓고 쫓기는 황당한 부부싸움을 벌이는데..
제발 이 커플들 그냥 사랑하게 해 줄 수 없을까요?

### Episode 4 제대로 걸렸다!
몰래 숨어든 도둑과 별난 가족의 배꼽 빠지는 한판 승부!
이 간 큰 도둑들은 누구길래? 운도 지지리 없는 뭔가 어설프기까지 한 도둑들이 이 집에서 살아나갈 수 있을까?
훔칠 것도 없는데 집 하나 잘못 골라서 한판 승부를 벌이게 된 불쌍한 도둑들! 그러나 후회는 이미 늦었다.
수련으로 이미 몸이 제대로 풀린 가족들이 과연 이들을 그냥 내보내줄까?

## 캐릭터 소개
할아버지
가족의 중심이자 태권도, 태견, 합기도 등 모든 무술의 최고 고수!
그의 군더더기 없는 움직임은 그의 틀니만큼 반짝이도록 잘 갈고 닦여있다.
아빠
유일한 적수는 할아버지뿐! 가장 빠른 발을 가지고 있으며,특히 부인의 심기가 불편할 때는 더욱 빨라진다.
엄마
무술실력은 물론 미모까지도 그녀를 이길 자 아무도 없다는데.. 그 누가 그녀에게 반박할 수 있으랴!
삼촌
집안의 골치거리이지만 취권 실력만큼은 천하일품!
딸
천사같은 눈동자, 여신 같은 몸매!
하지만 일단 화가 나면 그 누구도 그녀를 막을 수 없다.
사위
순진한 외모에 감춰진 또 다른 모습을 소유한 예비사위.
그의 화려한 액션에 경탄을 금치 못할 것이다!
도둑1&2
하필 선택한 집이 무술 고수 가족이라니!
이들은 살아나올 수 있을까?
노인
그가 없는 무대는 있을 수 없다.
무대를 신비로운 분위기로 만들어 버리는 기이한 인물.

## 공연 연혁
공연이 처음 기획된 것은 1999년 10월. 2001년 3월 “별난가족”의 6번째이자 완성된 시나리오 탈고, 8개월 후 체조 국가대표팀 코치 지도 아래 아크로바틱 훈련을 시작하였다.
2002년8월, 비언어극 “별난가족”은 프리뷰 공연을 하였고, 일본의 규슈 페스티발에 초청 받았다. 다음 해인 2003년 4월, “별난가족”은 “점프”로 업그레이드 되어 국립극장에서 초연을 하고, 이후 여러 다른 극장에서 공연을 하였다. 마침내 2006년 9월 서울에 전용극장을 설립하여 현재까지 운영하고 있다.
2005년부터 지금까지 점프는 전세계 유수의 축제와 극장에서 공연을 해 왔다.
2007년, 2011년 오프 브로드웨이 장기공연, 영국 웨스트엔드 피콕극장 4년 연속 정기 레퍼토리 공연(2006~09), 에딘버러 프린지 페스티벌 2년 연속 ‘Sell-out Show’를 기록, 이듬해 BBC TV와 영국 왕실이 주최하는 로얄버라이어티 퍼포먼스(2006)에 아시아 공연 최초로 초청 되었다. 아시아 지역에서는 일본, 싱가포르, 홍콩, 말레이시아, 태국 등지에서 매진 사례를 기록하였고. 2010년과 2011년에 2년 연속 중국 순회 공연에이어 2015년에는 3개월간 중국 33개도시 장기 투어를 하였다.
2003년 초연 이래 지금까지 공연 횟수 12,000회 이상을 돌파, 600만 명이 넘는 국내외 관객들이 점프를 관람하였으며 전세계 남녀노소를 불문하고 모든 연령층의 관람객들에게 환호와 갈채를 받고 있다.
점프는 2006년 대한민국 국회에서 수여하는 '대한민국 국회 대중문화 & 미디어 대상 연극, 뮤지컬 부문’ 수상, 2007년 무역 협회 주관 ‘100만불 수출탑’, 2008년 ‘대한민국 문화 콘텐츠 해외 진출 유공자 문화 체육 관광 부장 관표창’을 수상하였고, 2005~2006년 연속 에딘버러 프린지 페스티벌 ‘Box Office No.1’, ‘Comedy Award’를 수상하였다.

#### 1999.10 ~ 2004.12
1999. 10 공연의아이디어와컨셉의구성
2001. 03 ‘별난가족’의6번째이자최종시나리오완성
2001. 11 아크로바틱훈련개시(여자체조국가대표팀코치정옥수코치의지도)
2002. 08 비언어극“별난가족”프리뷰공연
2002. 12 국립극장에서“별난가족”초연
2003. 03 (주)예감설립
2003. 03 공연명을“점프”로개명
2003. 07 우림청담극장에서“점프”공식초연
2003. 09문화일보홀공연(10월5일)
2003. 10 폴리미디어극장공연(10월10일~11월2일)
2003. 11 제일화재세실극장공연(11월21일~04년1월24일)
2004. 03 문예진흥원예술극장기획공연(3월27일~4월11일)
2004. 06 세종문화회관퍼포먼스홀개관기념공연(6월18일~9월12일)
2004. 12 서울외신기자클럽‘외신홍보상’수상

#### 2005년
2005. 04 제일화재세실극장공연(4월8일~7월31일)
2005. 05 이스라엘페스티벌, 훌론극장(훌론시, 5월24일~26일)
2005.05 이스라엘페스티벌쉐로버극장(예루살렘, 5월28일~30일)
2005. 08 에딘버러프린지페스티벌(어셈블리홀, 5일~27일/ Box Office No. 1)
2005. 11 핵크니엠파이어극장(영국런던, 11월11일~19일)
2005. 12 중국국립아동극장(중국베이징, 12월23일~25일)

#### 2006년
2006. 02 피콕극장(런던, 2월9일~26일/ Sold Out Show)
2006. 02 라디오시티(그리스테살로니키, 2월7일~26일)
2006. 03 센트로컬쳐럴데라빌라(스페인마드리드, 3월1일~12일)
2006. 07 마카오문화센터(중국마카오, 7월14일~15일)
2006. 07 홍콩시티홀콘서트홀(중국홍콩, 7월20~21일, 23일)
2006. 08 에딘버러프린지페스티벌(어셈블리홀, 8월4일~28일)
Box Office No. 1 & Comedy Award 수상
2006. 09 ~ 점프서울전용관오픈
2006. 10 로메아극장(스페인무르시아, 10월20일~22일)
2006. 10 세란테스극장(스페인산투체, 10월27일)
2006. 12 애플극장(일본도쿄, 12월1일~3일)
2006. 12 로얄버라이어티쇼출연(영국런던콜로세움극장, 12월4일)
2006. 12 라오국립문화홀(라오스비엔티안, 12월8일)
2006. 12 “대한민국국회대중문화& 미디어대상연극, 뮤지컬부문’’수상
2006. 12 한국관광평가연구원‘혁신공연기획대상’수상

#### 2007년
2007. 02 피콕극장(영국런던, 2월6일~4월14일)
2007. 04 로워리극장(영국살포드, 4월17일~21일)
2007. 04 웨일즈밀레니엄센터(영국카디프, 4월24일~28일)
2007. 05 애플극장(일본도쿄, 5월18일~6월24일)
2007. 06 웰시티아트홀(일본오사카, 6월28일~7월5일)
2007. 06 젠팅국제쇼룸(말레이시아쿠알라룸푸르, 6월22일~24일)
2007. 06 에스플라네이드극장(싱가폴, 6월30일~7월1일)
2007. 09 오프브로드웨이장기공연(뉴욕유니온스퀘어극장, 9월25일오픈)
~ 2008. 07 350회공연& 14만관객관람
2007. 11 한국무역협회‘백만불수출탑’수상

#### 2008년
2008. 03 아라드포트극장(바레인마나마, 스프링오브컬쳐페스티벌, 3월21일~22일)
2008. 04 점프공연3천회달성& 1백만관객관람
2008. 04 피콕극장(영국런던, 4월15일~5월10일)
2008. 05 빅토리아극장(스페인바르셀로나, 5월20일~6월29일)
2008. 05 ~ 2011. 04 점프부산전용관오픈
2008. 06 로얄파라곤홀(방콕, 6월18일~22일)
2008. 09영국템즈페스티벌(영국런던, 9월13일~14일)
2008. 10아시아아츠페스티벌(중국정주시예술궁,10월1일~2일)
2008. 10 리릭극장(남아프리카요하네스버그, 10월7일~11월16일)
2008. 10 돔뮤지키극장(러시아모스크바, 10월20일)
2008. 12 점프4000회공연달성, 1백5십만관객관람
2008. 12 대한민국콘텐츠해외진출유공자문화체육관광부장관표창

#### 2009년
2009. 04 대한민국대표브랜드특별상수상(iMBC, 동아닷컴주최)
2009. 08 푸트라버킷잘릴극장(말레이시아쿠알라룸푸르, 8월8일)
2009. 09에스플라네이드극장(싱가포르, 9월11일~13일)
2009. 10 대만복화국제문교회관(중국대만, 10월30일)
2009. 11 피콕극장(영국런던, 11월3일~21일)
2009. 12리릭시어터(중국홍콩, 12월24일~27일)
2009. 12 점프5000회공연달성

#### 2010년
2010. 02룩소극장(네덜란드로테르담, 2월21일~27일)
2010. 03팀쇼센터(터키이스탄불, 3월25일~28일)
2010. 04국립국부기념관(대만타이페이, 4월16일~17일)
2010. 06팔레드스포르드젤란드(프랑스리옹, 6월15일)
2010. 06 외교통상부주최한국문화의밤, 에미리트팰리스호텔(UAE 아부다비, 6월16일)
2010. 06 외교통상부주최한국문화의밤, 퍼스트그룹시어터(UAE 두바이, 6월17일)
2010. 07상해한국문화관광축제(중국상해7월30일~31일)
2010. 09 2010 서울국제관광대상단체부문최우수도시관광프로그램
2010. 09Ananda 대학강당(한국대사관주최, 스리랑카콜롬보9월16일~17일)
2010. 09 방콕자매도시주간개막공연(태국방콕9월16일~18일)
2010. 098회워싱턴지구한인축제KORUS Festival (미국워싱턴9월17일~19일)
2010 09엠파이어호텔& 컨츄리클럽(한국대사관주최, 브루나이9월20일)
2010. 09애들레이드페스티벌시어터
(호주애들레이드, 오즈아시아페스티벌9월29일~10월1일)
2010. 10국가브랜드위원회‘한국의밤’ (인도네시아자카르타10월11일)
2010. 10 ~ 12 중국13개도시투어(10월27일~12월10일)
2010. 12 점프7000회공연, 300만관객달성

#### 2011년
2011. 04하와이극장(미국하와이4월5일~17일)
2011. 05 ~ 06 오프브로드웨이컴백공연(뉴욕뉴월드스테이지, 5월11일오픈)
2011. 05 ~ 2012. 02 점프제주전용관오픈
2011. 08에스플라네이드극장(싱가포르,8월12일~14일)
2011. 09제33회마니살레스국제연극축제개막공연(콜롬비아마니살레스, 9~10일)
2011. 09 파블로토본극장(콜롬비아메데진, 9월14일~15일)
2011. 09 로스안데스대학교야외공연장(콜롬비아보고타, 9월20일)
2011. 10캐널시티극장(일본후쿠오카, 10월1일~10일)
2011. 12 ~ 2012. 01 중국8개도시투어(12월27일~1월18일)

#### 2012년
2012. 01 점프9,000회공연, 350만관객달성
2012. 02 플리겐데바우텐(독일함부르크,2월2일~26일)
2012. 02 텔레피아홀(일본나고야, 2월17일~21일)
2012. 04 묘리현돔경기장(대만묘리현, 4월14일~15일)
2012. 11 센트럴월드홀(태국방콕,11월2일~4일)
2012. 12글로브도쿄(일본도쿄, 12월14일~24일)

#### 2013년
2013. 07점프10,000회공연, 400만관객달성
2013. 08 페스티브그랜드극장, 리조트월드센토사(싱가포르, 8월30일~9월1일)
2013. 09 뮤지엄스쿠아르티어(오스트리아비엔나, 9월21일~22일)
2013. 09 애들레이드페스티벌시어터
(호주애들레이드, 오즈아시아페스티벌9월28일~29일)
2013. 10 TICC (대만타이페이, 10월18일~19일)
2013. 12 류토피아시민회관(일본니가타, 12월28일)

#### 2014년
2014. 04 브라바극장(일본오사카, 4월5일)
2014. 04 메테츠홀(일본나고야, 4월18일~19일)
2014. 06 쟈키클럽오디토리움, 홍콩폴리테크닉대학(중국홍콩, 6월18일~23일)
2014. 10 피닉스홀(일본히로시마, 10월1일)
2014. 10 아부다비극장(아랍에미리트아부다비, 10월9일~10일)
2014. 10 피콕극장(영국런던, 10월28일~11월15일)
2014. 11 ET 스페이스(중국상해, 11월26일~30일)
2014. 12 발라이까르띠니(인도네시아자카르타, 12월20일~21일)
2014. 12 동청남홍광장(중국온주, 12월21일)
2014. 12 컨보케이션홀, 인도 공과대학교 봄베이
(인도뭄바이, 무드인디고페스티벌, 12월29일)

#### 2015년
2015. 03 아라드포트극장(바레인마나마, 스프링오브컬쳐페스티벌3월5일~7일)
2015. 03 ~ 06 중국33개도시투어(3월28일~6월28일)
2015. 06 귀주성국제회의센터
(중국귀양, 한국∙중국(귀주) 문화교류의밤, 6월3일~4일)
2015. 10 롯데쇼핑에비뉴(인도네시아자카르타, 코리아페스티벌,10월1일~4일)
2015. 10 시암파라곤(태국방콕, 한국문화관광대전, 10월2일~4일)
2015. 10 대당서시(중국시안, 한국문화주간, 10월20일~22일)
2015. 10 그랜드호텔(베트남하노이, 한국인센티브관광설명회, 10월27일)
2015. 11 셀렉트시티워크(인도뉴델리, 코리아페스티벌, 11월28일~30일)
2015. 12 관광공사로드쇼(일본후쿠오카/히로시마, 12월15일, 17일)
2015. 12 상하이센터(중국상해, 12월17일~2016년1월10일)

#### 2016년
2016. 05 소년궁광장(중국심천청년문화제, 5월1일)
2016. 07 뉴타이페이시티시민광장(대만뉴타이페이시티아동예술제, 30일~31일)
2016. 10 쟈키클럽오디토리움, 홍콩폴리테크닉대학
(중국홍콩, 한국10월문화제, 10월5일~6일)
2016. 11 피라미드극장(카자흐스탄아스타나, 한국문화축제, 11월13일)
2016. 11 요나고공화당홀/ 산포트다카마츠(일본요나고/ 다카마츠, 11월19일~20일)
2016. 12 히로시마국제회의장피닉스홀/ 시마네현민회관
(일본히로시마/ 마쓰에, 12월12일~13일)

#### 2017년
2017. 06 유럽투어
-마스키오안죠인노성야외무대(이탈리아나폴리, 6월7일)
-아크리콜라공원야외무대(폴란드바르샤바, 6월10일)
-페르난고메즈극장(스페인마드리드, 6월13일)
-막심극장(스웨덴스톡홀름, 6월15일)
2017. 07 예문광장(대만타오위안썸머페스티발, 7월15일)
2017. 10. 센토사리조트월드극장(싱가폴, 10월6일~8일)
2017. 12. 주일한국대사관한국문화원한마당홀(일본도쿄, 12월7일)

## 점프 전용극장 주소
서울특별시 중구 마른내로 47번 명보아트홀(구. 명보극장) 지하3층